# Francisco de Castro Morais
Francisco de Castro Morais fue un administrador colonial portugués. hidalgo de Casa Real y Caballero de la Orden de Cristo.
Sirvió al Reino de Portugal por un periodo de 29 años como soldado, capitán de infantería, ayudante de teniente de maestro de campo general, sargento mayor y teniente general de artillería en la provincia de Trás os Montes. También fue maestre de campo en Río de Janeiro.
Fue gobernador y capitán general de la capitanía de Río de Janeiro entre 1697 y 1699 y entre 1710 y 1711 así como de la capitanía de Pernambuco, de 1703 a 1707. Los cariocas, que nunca lo tuvieron en estima, lo apodaron con irreverencia como "El Vaca".
Era hermano de Gregório de Castro Morais, quien también gobernó Río de Janeiro interinamente entre 1704 y 1705 y entre 1709 y 1710. Ambos hermanos eran contrarios entre sí. 
En su gestión, la capitanía de Río de Janeiro fue invadida dos veces por corsarios franceses. En 1710 por Jean-François Duclerc y en 1711 por René Duguay-Trouin. En la invasión de Duclerc, Morais tuvo un importante papel de estratega en la defensa de la capital. Su estrategia fue exitosa en la defensa consiguiendo capturar a la tropa francesa en el primer día que llegó a terreno de la colonia. Al contrario, Duguay-Trouin no encontró resistencia por mar ni en tierra. Desembarcó en la ciudad y encontraron sólo algunos grupos civiles y dejó la ciudad sólo después del pago de un rescate de 600 mil cruzados de oro, 200 bueyes y 100 cajas de azúcar.
Luego de este evento, Francisco de Castro Morais fue apresado en las índias portuguesas y terminó sus días el 13 de septiembre de 1738 en la localidad portuguesa de Chaves.